# Барабанов, Алексей Никитич
Алексей Никитич Барабанов (15.03.1898 — 22.04.1982) — звеньевой механизированного картофелеводческого звена совхоза «Робейка» Новгородского района Новгородской области, Герой Социалистического Труда.

## Биография
Родился 15 марта 1898 года в деревне Любино Поле (ныне Чудовский район Новгородской области). Окончил начальную школу.
Участник Гражданской войны — разведчик, военный топограф, был дважды ранен под Псковом. В 1920 г. демобилизовался и вернулся в родную деревню. Председатель комитета бедноты (1924—1926), председатель Спасско-Польского сельсовета (1926—1928).
Весной 1930 г. одним из первых вступил в колхоз «Коминтерн» (деревня Мостки Чудовского района). Осенью и зимой учился на курсах, и в начале 1931 г. избран председателем колхоза «Красное поле» того же района.
С июля 1941 года служил в Красной Армии. Участник Великой Отечественной войны (Западный, 3-й Прибалтийский, 2-й Белорусский фронты), был ранен.
После демобилизации в 1945—1948 гг. работал плотником в Новгороде в строительной организации.
С 1948 года старший конюх, плотник совхоза «Красный ударник» Новгородского района Новгородской области. В 1951—1959 годах — рабочий полеводства, бригадир свиноводческой фермы.
Весной 1959 года возглавил конно-ручное звено по выращиванию картофеля, в первый год получил урожайность 170 ц/га, на второй год — 202, на третий — 235 ц/га.
После механизации выращивания картофеля в 1964 году окончил курсы трактористов и возглавил уже механизированное звено. В 1965 году на площади 65 га получил в среднем по 207 центнеров картофеля с гектара. Себестоимость одного центнера составила 3 рубля 74 копейки (значительно ниже, чем в среднем по району). Был старейшим по возрасту звеньевым в Новгородской области.
Указом Президиума Верховного Совета СССР от 30 апреля 1966 года за успехи, достигнутые в увеличении производства и заготовок картофеля, присвоено звание Героя Социалистического Труда.
С 1970 года — на пенсии.
Жил в деревне Слутка Новгородского района. Умер 22 апреля 1982 года.
Награждён бронзовой медалью ВДНХ.